# هاري بي قاي
هاري بي قاي (بالإنجليزية: Harry P. Guy)‏ هو ملحن وعازف بيانو أمريكي، ولد في 17 يوليو 1870 في زانيسفيل في الولايات المتحدة، وتوفي في 19 سبتمبر 1950 في ديترويت في الولايات المتحدة.

## وصلات خارجية
- هاري بي قاي على موقع ميوزك برينز (الإنجليزية)